# 발렌티누스 (영지주의)
발렌티누스(Valentinus: c.100 - c.160/180) 또는 발렌티니우스(Valentinius)는 가장 잘 알려진 초기 기독교 영지주의 신학자였으며 또한 가장 성공적이었던 초기 영지주의 교부였다. 발렌티누스는 AD 100년경에 태어났으며 AD 160년 또는 180년경에 알렉산드리아에서 사망하였다. 발렌티누스는 로마에 자신의 학교를 설립하였다. 테르툴리아누스(c.160 - c. 220)에 따르면, 발렌티누스는 로마의 주교의 후보자였으나 다른 사람이 주교로 선택되자 자신의 그룹을 시작하였다.
발렌티누스는 다수의 책을 저술하였는데 지금은 그 단편들만이 존재한다. 이 단편들은 대체로 발렌티누스의 반대자들의 저작들 속에서 발렌티누스의 교의를 논파하기 위해 인용문으로 삽입되어 있다. 또한 이 단편들은 발레티누스의 영지주의 체계에 대해 대체적인 큰 윤곽만을 알 수 있게 하는 정도이며 그의 체계를 상세하게 재구성할 수 있을 정도는 아니다. 현 시대인들에게 알려진 발렌티누스의 교의는 발렌티누스의 제자들에 의해 주어진, 발전 또는 수정된 형태의 교의이다.
발렌티누스는 다음과 같은 세 부류의 사람들이 있다고 가르쳤다:
- 영적인 사람들: 뉴매틱스(Pneumatics)라고도 하며, 영(spirit)에 속한 사람들, 또는, 영의 지배를 받는 사람들을 의미한다.
- 멘털적인 사람들: 사이킥스(Psychics)라고도 하며, 영혼(soul) 또는 멘털(mental)에 속한 사람들, 또는, 영혼 또는 멘털의 지배를 받는 사람들을 의미한다.
- 물질적인 사람들: 힐릭스(Hylics) 또는 소매틱스(Somatics)라고도 하며, 물질(matter)에 속한 사람들, 또는, 물질의 지배를 받는 사람들을 의미한다.

발렌티누스는 이 세 부류의 사람들 중에서 자신의 제자들과 지지자들과 같은 영적인 사람들만이 자기 자신 스스로를 신의 플레로마 즉 빛의 세계로 되돌아가게 할 수 있는 수단인 그노시스(gnosis, 지식)를 받는다고 가르쳤다. 그리고 보통의 기독교인들과 같은 멘털적인 사람들은 낮은 형태의 구원을 얻으며, 비기독교인(이교도)이나 유대인과 같은 물질적인 사람들은 사멸하여 없어질 운명이라고 가르쳤다.
발렌티누스에게는 많은 문하생들과 지지자들이 있었는데 이들을 통칭하여 발렌티누스주의자(Valentinians)라 한다. 발렌티누스주의는 후대에 동부 분파와 서부 분파 즉 이탈리아 분파로 나뉘었다. 발렌티누스의 제자인 마르쿠스가 이끈 마르쿠스주의자들은 서부 분파에 속하였다.

## 생애
발렌티누스(Valentinus: c.100 - c.160/180)는 나일 삼각주에 있는 프레보니스(Phrebonis)에서 태어났으며 알렉산드리아에서 교육을 받았다. 당시에 알렉산드리아는 초기 기독교의 중요한 중심적인 대도시들 중의 하나였다. 발렌티누스는 아마도 알렉산드리아에서 기독교 철학자였던 바실리데스(Basilides: fl. AD 117-138)에 관해 이야기를 들었을 것으로 보인다. 그리고 틀림없이 헬레니즘적인 중기 플라톤 철학(Middle Platonism: c. 130 BC - AD 2세기 후반)에 정통하게 되었을 것으로 여겨지며, 또한, 알렉산드리아 출신 유대인으로서 저명한 비유가(比喩家, allegorist)이자 철학자였던 필론(Philo Judaeus: 20 BC-50 AD)과 같은 헬레니즘적인 알렉산드리아의 유대인들의 문화에 대해서도 정통하게 되었을 것으로 여겨진다. 발렌티누스의 제자들이 말하는 바에 따르면 발렌티누스는 테우다스(Theudas)의 제자였는데, 테우다스는 다시 바울(Paul of Tarsus: c. 5 BC - c. 67 AD)의 제자였다고 알렉산드리아의 클레멘스(Clement of Alexandria: c.150-c.215)는 기록하고 있다. 발렌티누스는 바울이 자신의 중추적인 제자들에게만 내밀하게 가르쳤던 비밀 지혜를 자신의 스승이었던 테우다스가 다시 자신에게 전수하였다고 말하였다. 그리고 바울의 이 비밀 지혜(로마서 16:25; 고린도전서 2:7; 고린도후서 12:2-4; 사도행전 9:9-10)는 바울이 대중들에게 공개적으로 언급하였던 부활한 크라이스트를 만나는 비전적인 체험과 관련되어 있다고 하였다. 이러한 밀교적 가르침들은 AD 2세기 중반 이후로는 로마에서 대단치 않게 생각되었다.
발렌티누스(c.100 - c.160/180)는 처음에 알렉산드리아에서 가르쳤다. 그런 후 교황 히지노(Pope Hyginus: 제9대 로마 교황, 재위 136/138 - 140/142)가 재위 중이던 AD 136년경에 로마로 가서는 교황 아니체토(Pope Anicetus: 제11대 로마 교황, 재위 c.155 - c.166)의 재위 때까지 로마에 머물렀다. 《발렌티누스주의에 대한 반박(Adversus Valentinianos)》의 4장에서 테르툴리아누스(Tertullian: c.160 - c. 220)는 다음과 같이 말하고 있다:
발렌티누스는 주교가 될 거라고 기대하고 있었다. 왜냐하면 그는 비범하면서 또한 말에 설득력이 있는 유능한 사람이었기 때문이었다. 그러나 다른 사람이 박해 중에도 자신의 신앙을 고백하여 그 결과 주교가 되자 발렌티누스는 이에 분개하여 참된 신앙의 교회(church of the true faith)와 결별하였다. 야망으로 인해, 복수하려는 생각으로 흥분하여, 가만히 있지 못하는 다른 영혼들과 꼭 마찬가지로 발렌티누스는 자신의 온 힘을 다하여 진리(truth)를 스스로 모조리 끊어버렸다. 그리고 어떤 옛 견해(a certain old opinion)의 단서를 찾아낸 후에 이를 바탕으로 뱀(serpent)의 간교함으로 스스로 하나의 길을 만들어 내었다.
4세기 후반에 에피파니우스(Epiphanius: c.310-320 - 403)에 의해 보고된 전승에 따르면, 발렌티누스는 키프로스 섬(Cyprus)으로 은둔했는데, 이곳에서 그는 가르침을 계속 폈고 지지자들을 끌어들였다. 발렌티누스는 AD 160년 또는 180년 경에 사망하였다.
발렌티누스(c.100 - c.160/180)는 살아 있는 동안 많은 제자를 양성하였다. 그리고 발렌티누스의 체계는, 테르툴리아누스(Tertullian: c.160 - c. 220)의 언급에 따르면 몇 가지 다른 버전들로 발전하였으며 또한 이들 모두가 자신들의 교의가 발렌티누스에서 기인한다는 것을 인정한 것은 아니지만 ("이들은 자신들의 이름을 부인하는 척 한다"), 모든 형태의 나스티시즘 중에서 가장 널리 퍼졌다. 자신의 스승의 가르침을 맹목적으로 추종하지는 않았던 발렌티누스의 뛰어난 제자들 중에는 바르다사네스(Bardasanes: 154 - 222), 헤라클레온(Heracleon: fl. c. AD 175), 프톨레마이오스(Ptolemy: fl. c. 180)와 마르쿠스(Marcus: fl. 2세기)가 있었다. 이들 중 바르다사네스는 후대에서 언급될 때 언제나 발렌티누스와 연결되었다. 나그함마디 문서가 발견되기 전까지는, 발렌티누스의 저작의 거의 모든 발췌문들과 이들 나스티시즘주의자들의 거의 모든 저작들은 이들을 헐뜯고 나쁘게 말하는 정통파 교회의 반대자들이 보여주는 인용문들 속에서만 존재하였다. 예를 들어, 나그함마디 문서에서는 《진리의 복음서(Gospel of Truth)》의 콥트어 버전이 발견되었다. 이레아니우스(Irenaeus: AD 2세기 - c.202)에 따르면, 《진리의 복음서》는 테르툴리아누스(c.160 - c. 220)가 자신의 저서 《발렌티누스주의에 대한 반박(Adversus Valentinianos)》에서 언급한 《발렌티누스의 복음서(Gospel of Valentinus)》라는 책과 동일하다고 하였다.
기독교의 이단 연구가들(heresiologists)도 또한 발렌티누스의 생애의 세부 사항들에 대해 기술하였는데, 이들 언급들은 그 표현이 종종 천박하고 악의적이었다. 예를 들어, 서로 모순되는 것으로 보이는 다음과 같은 진술들이 있다. 위에서 언급한 바와 같이, 테르툴리아누스(Tertullian: c.160 - c. 220)는 발렌티누스(c.100 - c.160/180)가 주교 후보자였는데 주교로 뽑히지 못하자 홧김에 이단으로 돌아섰다고 주장하였다. 에피파니우스(Epiphanius: c.310-320 - 403)는 발렌티누스가 키프로스 섬(Cyprus)에서 배가 난파되는 조난사고를 겪었는데 이 사건 후에 그는 진실한 신앙(true faith) 을 포기하였으며 정신 이상이 되었다고 기술하였다. 이러한 진술들은 서로 간에 모순이 없게끔 일치시킬 수도 있고 그리고 이러한 일들은 일어날 수도 있는 일들이다. 그러나, 이러한 진술들에 대한 현대 학자들의 입장은, 대부분의 학자들이 이러한 진술들이 발렌티누스를 비방하기 위한 모욕적인 언사들에 지나지 않는다고 보고 있으며 아주 소수의 학자들만이 이러한 진술들을 사실이라고 받아들여 인용하는 상태이다.

## 발렌티누스주의
"발렌티누스주의(Valentinianism)"는 그 기원이 발렌티누스에게 있는 나스티시즘 철학 학파를 지칭하는 명칭이다. 발렌티누스주의는 주요한 나스틱 종교 운동들 중의 하나였다. 발렌티누스주의는 이후 로마 제국 전역으로 퍼져 나갔으며 기독교 이단 연구가들이 나스티시즘을 반대하는 많은 글을 쓰게 하는 촉발제가 되었다. 주요한 발렌티누스주의자로는 헤라클레온(Heracleon: fl. c. AD 175), 프톨레마이오스(Ptolemy: fl. c. 180), 플로리누스(Florinus), 마르쿠스(Marcus: fl. 2세기) 그리고 악시오니쿠스(Axionicus)가 있었다.
발렌티누스는 자신의 사상은 사도 바울의 제자였던 테오다스(Theodas) 또는 테우다스(Theudas)로부터 유래한 것이라고 고백하였다. 발렌티누스는 신약성경의 내용을 자유로이 인용하였다. 다른 많은 나스틱 체계들이 명확히 이원론이었던 것과는 달리 발렌티누스는 다소 일원론적인 체계를 전개하였다. 하지만 그의 일원론적인 체계는 이원론의 용어들을 사용하여 표현되어 있다. 엘레인 파겔스(Elaine Pagels)는 '발렌티누스주의는 [...] 이원론과는 본질적으로 다르다'라고 하였다. 한편, 쉬오에델(Schoedel)은 '발렌티누스주의와 이와 유사한 나스틱파들의 교의를 해석함에 있어서 표준이 되는 요소는 이들이 근본적으로 일원론에 속한다는 인식이다'라고 하였다.

### 우주론
발렌티누스주의의 문헌에서는 바이토스(Bythos), 즉, 원초 존재(Primal Being)를 만물의 시원으로 설명하고 있다. 바이토스는 침묵(止)과 관조(觀)의 여러 시대(ages of silence and contemplation)가 지난 후에 발출(emanation)이라는 과정을 통해 다른 존재들을 현현하기 시작하였다. 이들 발출물들 중 첫째 그룹들은 이언들(aeons)이었다. 이언들은 그 총 수효가 30이었으며 이들은 15 쌍의 시즈지들(syzygies), 즉, 상호 보완적인 음양의 쌍들로 이루어져 있었다.
발렌티누스주의의 설명과 견해에 따르면, 최하위 이언들 중의 하나인 소피아(Sophia)의 실수와 사클라(Sakla)의 무지로 인해, 물질(matter)에 속박된 상태의 하위 세상(lower world)이 나타나게 되었다. 하위 세상의 가장 고급한 존재인 인간은 멘털 성품(psychic nature)과 물질 성품(hylic or material nature) 양 측면에서 하위 세상에 참여하고 있다. 그리고 구원의 워크(work of redemption)는 하위 세상에 속박된 노예 상태로 있는 고급한 성품(the higher), 즉, 영적 성품(the spiritual)을 그 노예 상태로부터 자유롭게 하는 것에 있다. 그리고 이것이 크라이스트(Christ)와 성령(Holy Spirit)이 말씀하신 바였으며 또 크라이스트(Christ)와 성령(Holy Spirit)의 임무였다.
발렌티누스의 그리스도론(Christology)에서는 세 명의 구원하는 존재들을 두었던 것으로 보인다. 예수 크라이스트는 지상에서 있는 동안 초자연적인 체를 입고 있었다. 예를 들어, 알렉산드리아의 클레멘스(c.150 - c. 215)가 제공하는 발렌티누스주의에 대한 설명에 따르면, 예수 크라이스트의 체는 배변을 필요로 하는 "부패하는 체가 아니었다". 또한 발렌티누스주의자의 어떤 문헌에도 베드로전서(1 Peter)나 다른 성전들에 들어 있는 예수가 겪은 고난에 대한 언급이 들어 있지 않다. 발렌티누스주의의 체계는 종합적인 체계였으며 사고와 행위의 모든 단계들을 포괄하도록 만들어진 체계였다.
발렌티누스(c.100 - c.160/180)는 기독교와 플라톤 철학(Platonism)을 융화시키고 일치시키고자 하였던 초기 기독교인들 중의 한 명이었다. 발렌티누스는 플라톤의 이데아들(ideas) 즉 이상적인 원형(原形)들의 세계(world of ideal forms)—플레로마(pleroma = 빛의 세계)—와 현상적인 하위 세상(lower world of phenomena)—케노마(kenoma)—의 이원론적인 컨셉트를 끌어와 사용하였다. 이레나이우스(Irenaeus: AD 2세기 - c.202)와 후대의 주류 기독교인들에 의해 이단자라고 선언 당했던 2세기 중반의 사상가들과 설교자들 중에서는 오직 마르키온(Marcion: AD c. 85-160)만이 특별히 유명하였다. 발렌티누스(c.100 - c.160/180)에 반대하였던 동시대의 정통파 기독교 반대자는 순교자 저스틴(Justin Martyr: AD 100-165)이었다.

### 삼위일체
4세기에 앙카라의 마르켈루스(Marcellus of Ancyra)는 신(Godhead, 하나님)이 3가지 하이포스타시스들(hypostases)—숨겨진 영적 실체들(hidden spiritual realities)—로서 존재한다는 삼위일체의 컨셉트는 플라톤으로부터 발렌티누스의 가르침을 통해 온 것이라고 주장하였다. 앙카라의 마르켈루스는 발렌티누스가 신(God)은 성부(Father), 성자(Son), 성령(Holy Spirit)이라 불리는 3가지 하이포스타시스들과 3가지 프로소폰(Prosopon)들—프로소파(Prosopa) 즉 인격들(persons)—이라고 가르쳤다고 말하였다:
"이제 하나님의 교회(Church of God)를 타락시킨 아리오매니악스들(Ariomaniacs: 교부들의 반대자들)의 이단적 교의에 대하여 말하고자 한다... 이단적 교의의 창시자인 발렌티누스가 《세 가지 성품들에 대하여(On the Three Natures)》라는 제목을 가진 자신의 책에서 최초로 지어냈던 것과 꼭 마찬가지로 당시에 이들은 3가지 하이포스타시스들에 대해 가르쳤다. 이렇게 말할 수 있는 이유는 발렌티누스가 성부, 성자, 성령이라는 3가지 하이포스타시스들과 3가지 인격들을 처음으로 지어낸 사람이었기 때문인데, 발렌티누스가 이 컨셉트를 헤르메스와 플라톤으로부터 훔쳐온 것으로 드러났다."
발렌티누스가 하이포스타시스들이라는 용어를 사용했기 때문에, 그의 이름은 4세기의 아리우스주의(Arianism) 논쟁들에서 나타났다. 앙카라의 마르켈루스는 아리우스파에 대한 확고한 반대자였지만 이와 동시에 신(God)이 3가지 하이포스타시스들로서 존재한다는 믿음을 이단적인 믿음이라고 탄핵하였다. (이 때문에 앙카라의 마르켈루스는 나중에는 도리어 주류 기독교인들로부터 이단자라고 비난받았다.) 그리고 이러한 취지로 앙카라의 마르켈루스는 자신의 반대자들을 발렌티누스와 연결시키며 공격하였는데 (《신성한 교회에 대하여(On the Holy Church)》, 9), 이와 관련하여 그는 다음과 같이 말하였다:
"한 교파의 지도자였던 발렌티누스가 최초로 고유하게 실재하는 3가지 실체들(three subsistent entities)—하이포스타시스들(hypostases)—이라는 컨셉트를 고안해낸 사람이었다. 그는 이 컨셉트를 《세 가지 성품들에 대하여(On the Three Natures)》라는 제목을 가진 자신의 책에서 발표하였다. 왜냐하면 그가 고유하게 실재하는 3가지 실체들(three subsistent entities)과 3가지 인격들(three persons), 즉, 성부(father), 성자(son), 성령(holy spirit)이라는 컨셉트를 고안해 낸 사람이었기 때문이었다."
나그함마디 문서에서 발견된 세트파(Sethian)의 문헌인 《트리모르픽 프로테노이아(Trimorphic Protennoia)》에서는 나스티시즘(Gnosticism)을 아버지(Father), 아들(Son) 그리고 여성적 존재로서 지혜를 의미하는 소피아(Sophia)의 삼위일체를 고백하는 믿음, 또는, 존 디 터너(John D Turner) 교수에 따르면, 아버지로서의 신(God the Father), 어머니로서의 소피아(Sophia the Mother), 아들로서의 로고스(Logos the Son)의 삼위일체를 고백하는 믿음이라고 정의하였다.

## 발렌티누스의 비방자들
발렌티누스(c.100 - c.160/180)가 사망한 후 얼마 지나지 않아서, 이레나이우스(Irenaeus: AD 2세기 - c.202)는 자신의 대규모 저작인 《소위 그노시스를 알아채고 타도하는 것에 대하여(On the Detection and Overthrow of the So-Called Gnosis)》를 저술하기 시작하였다. 이 책은 《이단적 교의들에 대한 반박(Adversus Haereses)》이라는 제목으로 더 잘 알려져 있다. 이 책에서 이레나이우스는 발렌티누스와 그의 가르침에 대해 과장되고 부정적인 관점을 취하고 있는데 이러한 내용이 총 5권 중 제 1권의 대부분을 차지하고 있다. 현대의 연구가인 엠 티 라일리(T M. T. Riley)는 테르툴리아누스(Tertullian: c.160-c. 220 AD)의 저서 《발렌티누스주의에 대한 반박(Adversus Valentinianos)》은 이레나이우스의 저서로부터 가져온 몇 구절들을 재번역한 것일 뿐 나스틱파들의 원전으로부터 가져와 더 추가한 내용은 없다는 것을 발견하였다. 후대에 에피파니우스(Epiphanius of Salamis: c.310-320 - 403)는 발렌티누스에 대해 논의하고 배격하였다 (《Haer.》, XXXI).
비록 알렉산드리아에 있던 발렌티누스의 팔로어들(followers)이 발렌티누스의 저작들의 몇몇 단편적인 섹션들을 긴 인용문의 형태로 보존하였기는 하였지만, 발렌티누스에 대해 알려진 사실들은 모든 비정통파 초기 기독교 저술가들의 경우와 마찬가지로 거의 대부분이 발렌티누스를 헐뜯고 나쁘게 말하는 사람들의 저작들 속에 존재하는 인용문들을 통해서만 알려진 것들이다. 발렌티누스주의의 교사들 중의 한 명이었던 프톨레마이오스(Ptolemy: fl. c. 180)는 《플로라에게 보내는 편지(Letter to Flora)》에서 "계승에 의해 우리들도 전수받은 사도적 전통(apostolic tradition which we too have received by succession)"이라는 표현을 사용하고 있다. 프톨레마이오스(Ptolemy)는 플로라라는 이름의 한 부유한 나스틱파 여성에게 보낸 이 편지로 인해 알려진 인물로서, 또한 그에 대해 알 수 있는 자료로는 이 편지가 유일한 것이다. 이 편지는 그 전체 내용이 에피파니우스(Epiphanius: c.310-320 - 403)의 저서 《파나리온(Panarion)》에 수록되어 있어 비로소 알려지게 되었다. 이 편지는 모세의 율법(Law of Moses) 즉 토라(Torah)에 대한 나스틱파의 견해를 기술하고 있으며, 또한 데미어지(Demiurge)와 모세의 율법과의 관련성을 언급하고 있다. 이 편지가 에피파니우스에 의해 작성되었을 가능성이 무시되어서는 안 될 것이다. 즉, 고대의 역사가들이 주인공들의 입을 빌려서 자신이 하고 싶은 말을 하는 형식과 같이, 긴 내용을 간결하게 요약하는 수단으로 에피파니우스 자신이 이 편지를 저술하였을 가능성이 있다.

## 진리의 복음서
1945년에 이집트에서 나그함마디 문서가 발견되면서 발렌티누스주의를 연구함에 있어 새로운 장이 열렸다. 나스티시즘에 속한다고 분류된 아주 여러 가지로 뒤섞인 저작들 중에 발렌티누스와 관련될 수 있는 일련의 저작들이 존재하였다. 특히 진리의 복음서(Gospel of Truth)라 불리는 콥트어 문헌이 존재하였다. 이 문헌은 이레나이우스(Irenaeus)가 발렌티누스에 의해 저술된 저작들 중 하나라고 말했던 책과 그 제목이 동일하다.
진리의 복음서는 신(Father: 아버지 하느님)의 알려지지 않은 이름(unknown name)을 발표하고 있다. 이 문헌에 따르면 이 알려지지 않은 이름은 (그 이름을) 아는 자(knower)로 하여금 모든 창조된 만물들을 신(Father: 아버지 하느님)으로부터 분리시키는 무지의 베일(veil of ignorance)을 통과할 수 있게 하는 권능을 가지고 있다. 그리고 이 문헌은 구세주로서의 예수 크라이스트께서는 추상적인 요소들의 언어로 이루어진 다양한 수단들을 통해 이 이름을 밝히 드러내었다고 말하고 있다.

## 참고 문헌
- 발렌티누스에 대한 주요한 고대의 1차 자료들:
  - 이레나이우스(Irenaeus), 《이단적 교의들에 대한 반박(Against Heresies)》 I.1 seq. 및 III.4
  - 히폴리토스(Hippolytus), 《필로소푸메나(Philosophumena)》, VI, 20-37
  - 테르툴리아누스(Tertullian), 《발렌티누스주의에 대한 반박(Adv. Valentin.)》
  - 에피파니우스(Epiphanius), 《파나리온(Panarion)》, 31. 《플로라에게 보내는 편지(Letter to Flora)》를 포함
  - 테오도레트(Theodoret), 《이단적 교의 집성(Haer. Fab.)》, I, 7
- 프랜시스 레게(Francis Legge) (1964) [1914]. 《기독교의 선구자들과 그 라이벌들(Forerunners and Rivals of Christianity, From 330 B.C. to 330 A.D.)》. 두 권을 한 권으로 묶어 재발행함. University Books New York. LC Catalog 64-24125..

## 같이 보기
- 발렌티누스 - 초기 나스티시즘(Gnosticism, 영지주의) 교부였던 발렌티누스|3세기 무렵 고대 로마의 초대교회 순교자였던 사람